# Christoph Kleemann
Christoph Kleemann (* 17. April 1944 in Meißen; † 28. Oktober 2015) war ein deutscher evangelisch-lutherischer Theologe und Bürgerrechtler. Er war Mitglied des Neuen Forums und amtierte im Frühjahr 1990 als Oberbürgermeister in Rostock.

## Leben

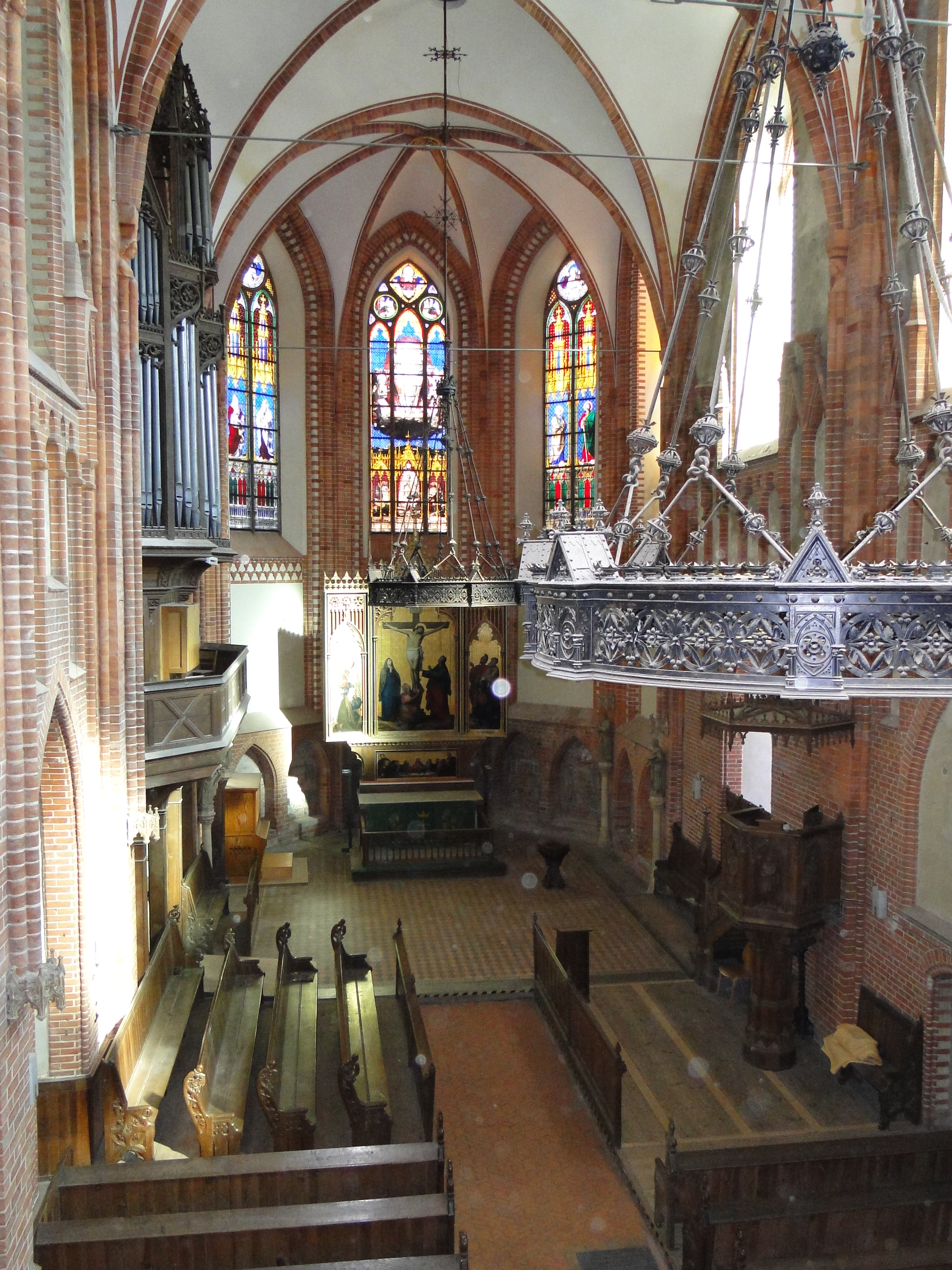
Klosterkirche Dobbertin

Christoph Kleemann war von 1954 bis 1962 als Schüler Mitglied des Dresdner Kreuzchores. Er studierte von 1962 bis 1967 Evangelische Theologie an der Universität Rostock und hatte danach verschiedene kirchliche Ämter inne. Unter anderem war er als Jugendpfarrer in Meißen, ab 1976 als Studentenpfarrer in Rostock tätig und leitete von 1978 bis 1985 den Arbeitskreis „Erziehung zum Frieden“ der Evangelischen Studentengemeinde. Von 1986 bis 1989 war er Pastor in Dobbertin. 1989 war er u. a. Sprecher des Neuen Forums und in dieser Funktion Mitglied am Runden Tisch für die Stadt Rostock. 1990 bis 1998 hatte Kleemann verschiedene kommunale Ämter inne. 1990 wurde er nach dem Rücktritt des SED-Oberbürgermeisters Henning Schleiff bis zur Kommunalwahl amtierender Oberbürgermeister von Rostock. Anschließend hatte er von 1990 bis 1994 das Amt des Bürgerschaftspräsidenten inne. 1994 bis 1998 unterrichtete er, neben seinem Amt als Vizepräsident der Bürgerschaft, an der CJD Jugenddorf-Christophorusschule Rostock. 1999 wurde Kleemann Leiter der BStU-Außenstelle Rostock und bekleidete dieses Amt bis zu seiner Verabschiedung in den Ruhestand im April 2009.
2011 wurde er mit dem Bundesverdienstkreuz am Bande ausgezeichnet.

## Veröffentlichungen
- Zuhausegefühl. In: Nicht für die Schublade geschrieben. Erzählungen und kurze Geschichten, Evangelische Verlagsanstalt Berlin 1989, ISBN 3-374-00794-5
- War einer. In: Nach Golgatha – um der Hoffnung willen. Passions- und Ostertexte aus unserer Zeit, Reinhardt/Kaufmann, Lahr/Basel 1997, ISBN 3-7245-0934-0/3-7806-2438-9
- Rostock im Herbst 1989 – Aufbruch. In: Rostock und Umgebung. Ein illustriertes Reisehandbuch, Edition Temmen, Bremen 1995, 3. Aufl. ISBN 3-86108-424-4
- Aufbruch ’89 in Mecklenburg-Vorpommern – Eine Dokumentation im Überblick. In: Modernisierung und Freiheit, Beiträge zur Demokratiegeschichte in Mecklenburg-Vorpommern, Stock & Stein Verlag, Schwerin 1995, ISBN 3-910179-56-8
- Von den Schwierigkeiten, der eigenen Geschichte ins Auge zu sehen. Rostocker Universitätsreden, Neue Folge, Heft 7, Universität Rostock 2002, ISSN 1437-4595
- Hans im Glück oder Die Reise in den Westen. Roman, Mitteldeutscher Verlag Halle 2015, ISBN 978-3-95462-464-5